# 西畴结香
西畴结香（学名：Edgeworthia eriosolenoides）为瑞香科结香属下的一个种。